# 克劳森-利奥波茨多夫
克劳森-利奥波茨多夫是奥地利下奥地利州巴登县的一个市镇。总面积60.03平方公里，总人口1481人，人口密度24.7人/平方公里（2005年）。